# Бонерс Фери
Бонерс Фери (енгл. Bonners Ferry) град је у америчкој савезној држави Ајдахо.

## Демографија
По попису из 2010. године број становника је 2.543, што је 28 (1,1%) становника више него 2000. године.
| Група             | 2000.         | 2010.         |
| Белци             | 2.336 (92,9%) | 2.311 (90,9%) |
| Афроамериканци    | 1 (0,0%)      | 6 (0,2%)      |
| Азијати           | 13 (0,5%)     | 16 (0,6%)     |
| Хиспаноамериканци | 108 (4,3%)    | 119 (4,7%)    |
| Укупно            | 2.515         | 2.543         |